# Teoria dello shopping
Teoria dello shopping è un libro di Daniel Miller, docente di antropologia presso l'Università College di Londra, tramite il quale analizza in profondità il senso e lo scopo delle nostre azioni quotidiane. La prima parte del saggio è frutto di una indagine svolta in un quartiere ubicato nel nord di Londra ed è caratterizzata dalle argomentazioni dell'autore che definisce l'azione dello shopping e la scelta dei prodotti importanti per sviluppare ed idealizzare le relazioni personali dell'acquirente. Miller si sofferma sull'aspetto della gratificazione, sulle tecniche del risparmio e sui discorsi intorno allo shopping. 
La seconda parte del saggio si occupa della teoria del sacrificio, esposta dal filosofo francese Bataille, che prevede una connessione fra consumo e sacrificio.

## Edizioni
- Daniel Miller, Teoria dello shopping, Editori Riuniti, 1998,  pp.219 , cap. 3.